# SBI銀行
SBI BANK（エスビーアイバンク、ロシア語: Эс-Би-Ай Банк）は、ロシアの日系フルライセンス銀行。SBIホールディングス傘下。

## 沿革
- 1994年12月26日 - OBI銀行として設立[1]。
- 2011年 - SBIホールディングスが出資[1]。
- 2012年 - 行名を日露銀行に改称[1]。
- 2017年8月 - SBIホールディングスが完全子会社化[1]。
- 2018年 - 行名をSBI BANK (SBI Bank LLC)に改称[1]。